# اب (أغنية)
"اب" (بالانجليزية: Up) هي أغنية منفردة للمغنية الكورية الجنوبية كارينا، عضوة في فرقة الفتيات الكورية الجنوبية ايسبا من ألبومهم الرقمي المنفرد Synk: Parallel Line. تم إصدارها بواسطة إس إم إنترتينمنت في 9 أكتوبر 2024.

## الخلفية والتكوين
في 29-30 يونيو 2024، أقامت فرقة ايسبا جولتها الموسيقية الثانية «Synk: Parallel Line» وقدمت المجموعة لأول مرة أغاني منفردة جديدة لليلة الافتتاحية لجولة الحفلة الموسيقية. قمن كل العضوات بأداء أغاني منفردة شاركوا في كتابتها. قامت كارينا باداء أغنية رقص الهيب هوب «Up». كتبت كارينا كلمات الأغنية بأكملها بنفسها. تم وصف الأغنية بأنها "إدمانية" وتحمل رسالة عن "الثقة بالنفس". في 9 أكتوبر، أصدرت الفرقة ألبوم «Synk: Parallel Line» مع الأغاني المنفردة لكل عضوة بما في ذلك «Up».

## الاداء التجاري
" ترسمت "Up" في المركز السادس على مخطط سيركل الرقمي ووصلت لاحقًا المركز الثاني. وصلت المرتبة 11 والأول على مخطط البث. بالإضافة إلى ذلك، وصلت الأغنية المرتبة 32 على مخطط BGM. كما وصلت المركز الأول على مخطط أغاني كوريا الجنوبية.
في اليابان، دخلت "Up" مخطط اليابان هوت 100 في المرتبة 98, ولاحقا المرتبة 50. وصلت الأغنية المرتبة 68 على مخطط أغاني البث ولاحقًا المرتبة 33. عالميًا دخلت الأغنية مخطط بيلبورد العالمي 200 ومخطط بيلبورد العالمي الولايات المتحدة.

## الجوائز
" أصبحت "Up" أغنية فيروسية بعد جولة Synk: Parallel Line الموسيقية،  حيث شارك العديد في الرقص وتحدي الأغنية على مختلف المنصات. في البرامج الموسيقية في كوريا الجنوبية حصلت الأغنية على أول جائزة لها في شوو! أوماك جونشيم.

## المؤلفين
- كارينا – المغنية, كاتبة الاغنية
- Slow Rabbit – توزيع موسيقي
- Morgan Connie Smith – مؤلف
- Taneisha Jackson – مؤلف
- Sofia Quinn – مؤلف
- Pxpillon – توزيع موسيقي
- Emma-Lee Andersson – مؤلف
- BB Elliot – مؤلف
- Stella Jones – مؤلف